# 田中敏
田中 敏（たなか さとし）は、日本の文部科学技官。筑波大学副学長や、文部科学省研究開発局長、つくば科学万博記念財団理事長兼つくばエキスポセンター館長等を経て、科学技術振興機構上席フェロー。

## 人物・経歴
東京都立小石川高等学校を経て、1980年東京大学大学院理学系研究科専門課程修了、科学技術庁入庁。文部科学省研究振興局ライフサイエンス課長、独立行政法人海洋研究開発機構経営企画室長、文部科学省大臣官房政策課長、文部科学省大臣官房審議官（スポーツ・青少年局担当）、文部科学省大臣官房政策評価審議官、筑波大学副学長等を経て、2013年文部科学省研究開発局長。2015年公益財団法人つくば科学万博記念財団代表理事・理事長兼つくばエキスポセンター館長。2019年国立研究開発法人科学技術振興機構中国総合研究・さくらサイエンスセンター上席フェロー。